# Habiganj (Distrikt)
Der Distrikt Habiganj (bengalisch হবিগঞ্জ জেলা, Habigañj jelā) ist ein Verwaltungsdistrikt im nordöstlichen Bangladesch in der Division Sylhet. Die Distrikthauptstadt heißt ebenfalls Habiganj. Der Distrikt hat 2.089.001 Einwohner (Volkszählung 2011).

## Geografie
Der 2636,59 km² große Distrikt grenzt im Norden an den Distrikt Sunamganj, im Osten an die Distrikte Moulvibazar und Sylhet, im Süden an den indischen Bundesstaat Tripura und im Westen an die Distrikte Brahmanbaria und Kishoreganj.
Die wichtigsten Flüsse sind der Khowai, Sutang, Korangi, Kalni Khshiyara, Gopala, Ratna und der Barak.

### Natur und Tierwelt
Die Vegetation entspricht derjenigen der Tieflandgebiete von Bengalen und Assam mit zahlreichen immergrünen Bäumen. Hinzu kommen Obstbäume, Palmen und Bananenstauden.
Zur Tierwelt gehören mehrere Hirscharten, Elefanten und Tiger. Wilde Elefanten und Tiger sind allerdings wegen der Abholzung und der stark steigenden Einwohnerzahl (Siedlungsdruck) selten geworden. Hinzu kommen zahlreiche Vogelarten, Fische, Amphibien und Reptilien, darunter zahlreiche Schlangenarten.
Ein Schutzgebiet im Distrikt ist das Rema-Kalenga Wildlife Sanctuary.

### Klima
Die Temperaturen schwanken zwischen 13,6 und 33,2 °Celsius. Die durchschnittliche jährliche Regenmenge beträgt 3334 mm. Die durchschnittliche Luftfeuchtigkeit beträgt um die 70 %. In den Monaten von November bis März fällt wenig Regen. Juni, Juli und August sind die Monate mit dem meisten Regen.

## Geschichte
Im Mittelalter war es meist Teil des Königreichs Twipra (Tripura). Vom 13. Jahrhundert an versuchten muslimische Armeen aus dem Sultanat von Delhi, später dem Sultanat von Bengalen und dem Mogulreich die Gegend zu unterwerfen. Doch gelang eine dauerhafte Unterwerfung lange Zeit nicht. Erst 1733 geriet das Gebiet unter die Herrschaft des Mogulreichs. Ab 1765 gehörte es zu Britisch-Indien als Teil der Dhaka-Division und ab 1874 zu Assam und dem Distrikt Sylhet. Von 1947 bis 1971 war der Distrikt Teil von Ost-Pakistan in der Republik Pakistan. Am 1. März 1984 wurde der bisherige Unterdistrikt Habiganj ein eigenständiger Distrikt.

## Bevölkerung

### Bevölkerungsentwicklung
Wie überall in Bangladesch wächst die Einwohnerzahl im Distrikt seit Jahrzehnten stark an. Dies verdeutlicht die folgende Tabelle:

### Altersstruktur
Wie überall in Bangladesch ist die Bevölkerung im Durchschnitt sehr jung. Das Durchschnittsalter lag bei der letzten Volkszählung 2011 bei 19,95 Jahren bei leicht steigender Tendenz.
Bei der Volkszählung im Jahr 2011 ergab sich folgende Altersstruktur:
| Alter                                         | 0–9 Jahre | 10–19 Jahre | 20–29 Jahre | 30–39 Jahre | 40–49 Jahre | 50–59 Jahre | 60–69 Jahre | 70–79 Jahre | 80 Jahre und mehr |
| Anzahl                                        | 599.820   | 437.097     | 338.110     | 251.515     | 186.092     | 119.241     | 84.311      | 46.581      | 26.234            |
| Anteil                                        | 28,71 %   | 20,92 %     | 16,19 %     | 12,04 %     | 8,91 %      | 5,71 %      | 4,04 %      | 2,23 %      | 1,26 %            |
| Quelle: Zila Habiganj, Tabelle P14, Seite 291 |           |             |             |             |             |             |             |             |                   |

### Bedeutende Orte
Einwohnerstärkste Ortschaft innerhalb des Distrikts ist der Distriktshauptort Habiganj. Weitere Städte (Town) sind Ajmiriganj, Chunarghat, Madhabpur, Nabiganj und Shayestaganj. Doch gibt es mit Baniachong und Lakhai noch zwei weitere Orte ohne Stadtrecht mit mehr als 10000 Einwohnern. Die städtische Bevölkerung macht nur 11,73 Prozent der gesamten Bevölkerung aus. Die genannten Orte haben folgende Einwohnerzahlen:

## Verwaltung
Wenngleich Habiganj bereits 1874 als administrative Untereinheit des Distriktes Sylhet geschaffen wurde, erhielt er erst 1984 den Status eines selbstständigen nationalen Verwaltungsdistrikts. Habiganj ist in acht Upazilas unterteilt: Ajmiriganj, Baniachang, Bahubal, Chunarughat, Habiganj Sadar, Lakhai, Madhabpur und Nabiganj. Innerhalb dieser Verwaltungsunterteilung gibt es sechs selbstverwaltende Städte (municipalities), 77 Union Parishads (Dorfräte) und 2141 Dörfer.

## Wirtschaft

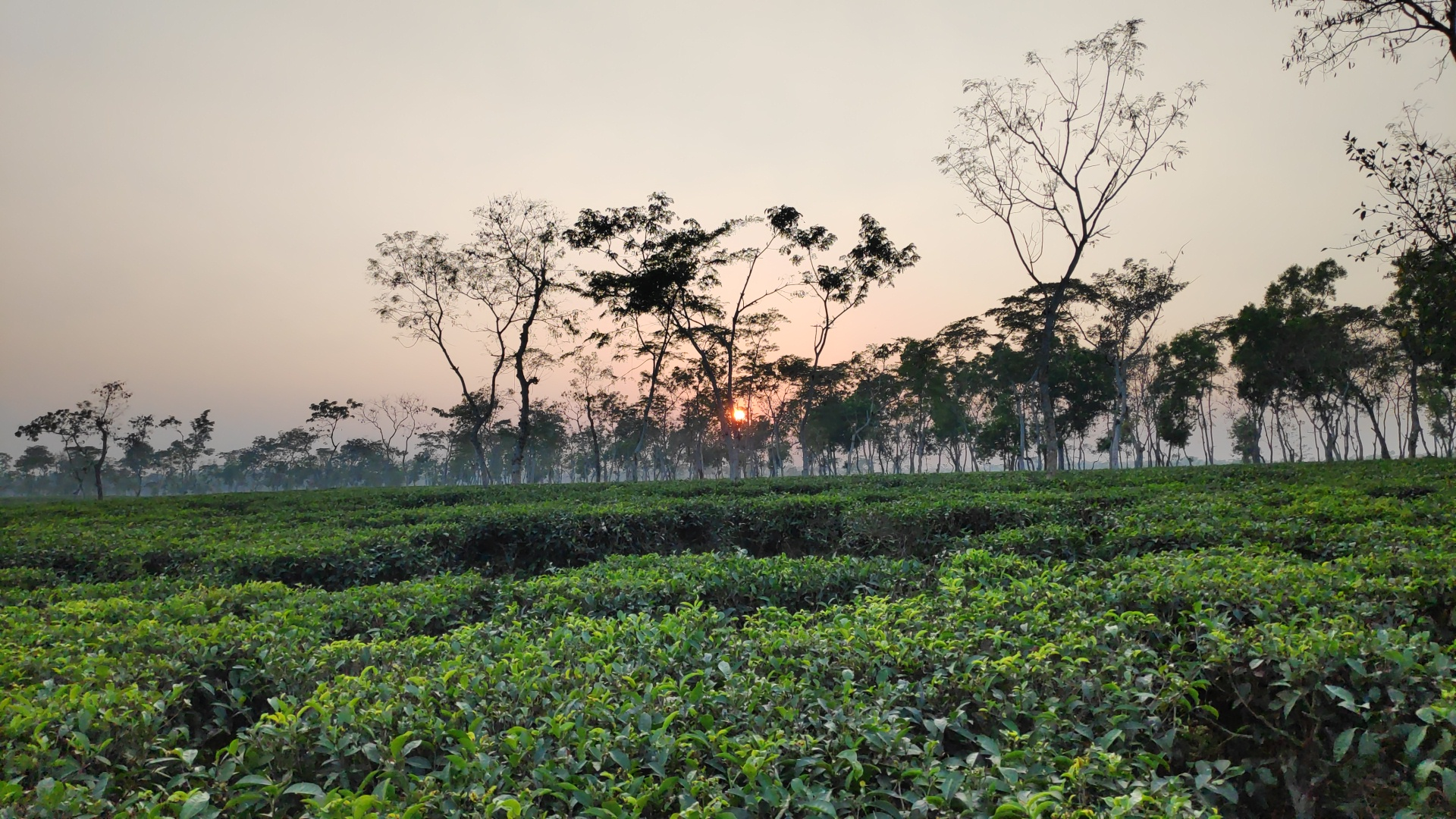
Eine Teepflanzung in Habiganj

Insgesamt gibt es (2011) 1.489.181 Personen, die älter als 10 Jahre alt sind. Von diesen sind 419.745 Personen in der Schule, 19.233 Menschen auf Arbeitssuche und 505.837 Menschen arbeiten in einem Haushalt. 544.366 Personen sind in einer bezahlten Erwerbstätigkeit. Davon arbeiten 349.539 (=64,2 Prozent) Personen in Landwirtschaft und Fischerei, 41.532 in der Industrie und 153.296 Menschen im Bereich Dienstleistungen.
Landwirtschaftliche Haupterzeugnisse sind Reis, Tee, Weizen, Kartoffeln, Jute, Betelnüsse und ölhaltige Samen. Als am meisten verbreiteten Obstsorten gelten Mangos, Jackfrucht, Bananen, Ananas, Litchis, Kokosnüsse und Limetten. Die Hauptexporterzeugnisse sind Reis, Tee, Betelnüsse und Bambus.